# Siete in attesa di essere collegati con l'inferno desiderato
 Siete in attesa di essere collegati con l'inferno desiderato  è un album dei Rats, pubblicato dalla Bagana Records nel 2013.

## Tracce
1. Mayday 3:47
2. Polaroid 3:27
3. Vivo (feat.Picca) 4:21
4. (Stai con me) fino alla fine 3:48
5. Tieniti forte 3.03
6. I mali che dici di avere 4:13
7. Superman Vs. Baudelaire 3:13
8. Metafisico equivoco 4:02
9. Il cuore al muro 4:30
10. Lontano da te 3:56
11. Il sangue continua a chiamare 4:11
12. Quando arrivi tu 3:37

## Formazione
- Wilko - voce, chitarre
- Romi – basso, cori
- Lor – batteria, cori
- Jonathan Gasparini - chitarre, cori